# Bada
bada (від кор. 바다 — море) — мобільна операційна система та платформа виробництва Samsung Electronics. Операційною системою bada планувалося оснастити як високо-, так і низькобюджетні телефони Samsung, при цьому bada була покликана замінити власницькі операційні системи на функціональних телефонах компанії.

## Історія
Samsung анонсувала платформу bada 10 листопада 2009 року. Перший телефон на базі платформи, Samsung Wave S8500, був представлений у лютому 2010 року на виставці Mobile World Congress-2010. 15 травня був випущений SDK для розробників застосунків. Продажі цього телефону у світі розпочалися 1 червня 2010 року. Наприкінці серпня 2010 р. була анонсована версія bada 1.0.2, яка містить в основному виправлення помилок. Оновлення доступне з серпня 2010 р. для деяких країн Європи, а з жовтня — для України. У вересні 2010 року надійшов у продаж Samsung Wave 723 на базі спрощеної версії bada 1.1. 4 жовтня 2010 року було представлено смартфон Samsung S8530 Wave II під управлінням bada 1.2, SDK для якої випущено пізніше у грудні. 29 грудня 2010 року SDK оновлено до версії 1.2.1.
28 листопада 2011 року надійшов у продаж Samsung Wave III, який є першим смартфоном під управлінням bada 2.0. В Україні продаж смартфонів із Bada 2.0 розпочато у грудні 2011 року.
У січні 2012 року Tae-Jin Kang, віце-президент компанії Samsung, в інтерв'ю виданню Forbes, підтвердив інформацію про інтеграцію мобільних платформ bada і Tizen, яка підтримується Intel та Linux Foundation. Після завершення процесу інтеграції, в Tizen буде забезпечена підтримка виконання мобільних застосунків, створених з використанням інструментарію bada SDK, при цьому буде повністю збережена зворотна сумісність для вже випущених застосунків. Надалі, для розробників застосунків для bada і Tizen буде надано єдиний SDK і набір API. Пізніше у компанії Samsung зазначили, що питання приєднання проекту bada до Tizen іще перебуває на стадії розгляду.

## Архітектура
Платформа bada має багаторівневу архітектуру. Ядром bad'и може бути Linux у потужних смартфонах або пропрієтарна операційна система реального часу у бюджетних варіантах. API платформи для розробки (офіційно надаються засоби розробки на C++) дає доступ до всіх рівнів платформи.
Підсистеми Linux в bada використовуються тільки на найнижчому рівні платформи, для роботи застосунків задіяний власний власницький фреймворк, що надає розробникам набір класів для керування телефоном, побудови користувацького інтерфейсу та організації обміну даними. Платформа побудована на основі сервіс-орієнтованої архітектури, в якій всі програми виступають в ролі сервісів, що підключаються. У застосунки можуть бути легко інтегровані компоненти, які забезпечують доступ до функцій виконання дзвінка, відправлення повідомлень, доступу до адресної книги. З цікавих можливостей, доступних для застосунків, можна відзначити детектор руху, тонке управління вібросигналів і систему розпізнавання облич.
Для користувацького оточення в платформі Bada задіяна власницька оболонка TouchWiz власної розробки. Безпосередньо в користувацьке оточення інтегрований заснований на WebKit браузер з підтримкою Adobe Flash, що дозволяє використовувати його можливості з усіх програмах. Основний акцент в користувацькому оточенні робиться на простому і інтуїтивно зрозумілому візуальному оформленні, робота якого забезпечується спеціальним фреймворком, що надає єдине зовнішнє оформлення для всіх виконуваних на платформі програм.
Для платформи bada у вільному доступі поширюються тільки сирцеві тексти змінених вільних компонентів і інструментарій bada SDK. SDK складається з набору стандартних GNU-інструментів і інтегрованого середовища на основі Eclipse, яке містить симулятор телефону, зневаджувач і візуальний будівник інтерфейсу. Як мова програмування для створення застосунків підтримується C++ і JavaScript.

## Особливості
Підтримка повноцінної багатозадачності між сторонніми програмами з'явилася у релізі bada 2.0. До цього була реалізована обмежена багатозадачність, за якої для рідних bada-програм дозволяється одночасний запуск кількох передустановлених на телефоні і лише однієї сторонньої програми. Також платформа bada має підтримку Java ME-програм, при цьому дозволяється одночасний запуск до 4 Java-програм. Bada має підтримку власної реалізації push-повідомлень для сторонніх програм.
Для розробників стороннього ПЗ відсутній доступ до SMS та MMS.
Платформа Bada не ліцензується стороннім компаніям і зав'язана на хмарних сервісах Samsung.

## bada та Samsung Apps в Україні
Анонс платформи bada та магазину Samsung Apps в Україні відбувся 1 червня 2010 року, а старт продажів першого смартфона Samsung Wave S8500 у липні.
З 25 листопада 2010 року в Samsung Apps українцям доступні для купівлі комерційних програм. Оплата комерційних програм з Samsung Apps здійснюється за допомогою дебетової або кредитної картки, а з 28 квітня 2011 року також за допомогою SMS (для абонентів «МТС Україна» та «Київстар») зі списанням коштів з мобільного рахунку абонента.

## Виноски
1. 1 2 3  Есбол Нургалиев (19 серпня 2010). Мобильные платформы для коммуникаторов 2010 года [Огляд мобільних платформ для комунікаторів 2010 року]. 3DNews Daily Digital Digest. Архів оригіналу за 24 серпня 2010. Процитовано 10 січня 2011.(рос.)
2. 1 2  Алексей Тараненко (23 березня 2010). Samsung Bada — платформа или операционная система?. ITC.ua. Архів оригіналу за 9 липня 2013. Процитовано 11 грудня 2010.(рос.)
3. ↑  David Flynn (20 листопада 2009). Samsung details new ‘Bada’ smartphone OS. APCMag.com, ACP Magazines Limited. Архів оригіналу за 9 липня 2013. Процитовано 11 грудня 2010.(англ.)
4. ↑  Мобільна виставка MWC-2010: фото і факти. Мобильные телефоны. лютий 2010. Архів оригіналу за 9 липня 2013. Процитовано 11 грудня 2010.
5. 1 2  Samsung bada і Apps запущені в Україні. ВКурсе.ua. 3 червня 2010. Архів оригіналу за 9 липня 2013. Процитовано 11 грудня 2010.
6. ↑  arghya chatterjee (21 травня 2010). Samsung Wave sales started. ShutterVoice. Web Digital Design. Архів оригіналу за 26 травня 2010. Процитовано 11 грудня 2010. [Архівовано 26 травня 2010 у Wayback Machine.](англ.)
7. ↑  Apurva Chaudhary (23 серпня 2010). Samsung Wave gets an update to bada version 1.0.2. Mobile Knots. Архів оригіналу за 9 липня 2013. Процитовано 11 грудня 2010.(англ.)
8. ↑  Vitaliy_Bondar (26 жовтня 2010). Bada 1.0.2 в украинских Samsung Wave - теперь официально. мАбила. Архів оригіналу за 9 липня 2013. Процитовано 11 грудня 2010.(рос.)
9. ↑  Дмитрий Мороз ≡ Akuji (10 січня 2012). Обзор платформы bada 1.1 (badaworld.net). badablog.ru. Архів оригіналу за 9 липня 2013. Процитовано 29 січня 2012. [Архівовано 2013-07-08 у Wayback Machine.](рос.)
10. ↑  Ирина Тюрина (30 серпня 2010). Samsung Wave 723: bada-смартфон с откидной крышкой. Mobile-review.com. Архів оригіналу за 9 липня 2013. Процитовано 29 січня 2012.(рос.)
11. ↑  Samsung announces S8530 Wave II, meet the big-screen edition. GSMArena.com. 4 жовтня 2010. Архів оригіналу за 9 липня 2013. Процитовано 13 січня 2011.(англ.)
12. ↑  Chris Ziegler (12 грудня 2010). Samsung's Bada 1.2 SDK goes gold. Engadget Mobile. Архів оригіналу за 9 липня 2013. Процитовано 13 січня 2011.(англ.)
13. ↑  Release Name: bada SDK 1.2.1. bada Release Notes. Samsung Electronics Co., Ltd. 29 грудня 2010. Архів оригіналу за 9 липня 2013. Процитовано 19 січня 2012. [Архівовано 2012-09-03 у Wayback Machine.](англ.)
14. ↑  Mat Smith (28 листопада 2011). Samsung Wave 3 crashes onto French shores. Engadget (www.engadget.com). AOL Inc. Архів оригіналу за 9 липня 2013. Процитовано 19 січня 2012.(англ.)
15. ↑  Евгений Бонд (25 жовтня 2011). Украинские цены и сроки поставки смартфонов Samsung Wave 3, Wave M и Wave Y. gagadget.com. MSP «Magnet». Архів оригіналу за 9 липня 2013. Процитовано 19 січня 2012.(рос.)
16. ↑  Elizabeth Woyke (13 січня 2012). Samsung Merging Its Bada OS With Intel-Backed Tizen Project. Forbes.com. Forbes.com LLC™. Архів оригіналу за 9 липня 2013. Процитовано 19 січня 2012.(англ.)
17. ↑  Samsung объединит мобильную платформу Bada c проектом Tizen, пришедшим на смену MeeGo. OpenNews / The OpenNET Project (www.opennet.ru). 16 січня 2012. Архів оригіналу за 9 липня 2013. Процитовано 19 січня 2012.(рос.)
18. ↑  Amar Toor (18 січня 2012). Samsung's Bada - Tizen merger still looking pretty likely. Engadget (www.engadget.com). AOL Inc. Архів оригіналу за 9 липня 2013. Процитовано 19 січня 2012.(англ.)
19. 1 2  Василиса Данилова; Лебеденко Евгений (24 березня 2010). Обзор платформы Samsung bada. mobi.ru. Архів оригіналу за 9 липня 2013. Процитовано 11 грудня 2010. [Архівовано 2013-07-29 у Wayback Machine.](рос.)
20. ↑  Эльдар Муртазин (2 вересня 2011). Предварительный обзор Bada 2.0. Mobile-review.com. Архів оригіналу за 9 липня 2013. Процитовано 19 січня 2012.(рос.)
21. ↑  Євген Опанасенко (21 жовтня 2011). Samsung показала нові можливості bada 2.0. tochka.net. ТОВ "Діджитал Венчез". Архів оригіналу за 9 липня 2013. Процитовано 19 січня 2012.
22. ↑  Samsung Electronics (17 травня 2010). bada Tutorial: UI and Applications (App, Ui, Graphics, Uix,  Sensors, Weather) (PDF). Samsung Electronics Co., Ltd. с. 36. Архів оригіналу (PDF) за 2 червня 2010. Процитовано 11 грудня 2010. {{cite web}}: Недійсний |deadurl=unknown-host (довідка)(англ.)
23. ↑  Дмитрий dryab Рябинин (9 червня 2010). Полный обзор Samsung S8500 Wave: самый быстрый смартфон. Hi-Tech@Mail.ru. Архів оригіналу за 9 липня 2013. Процитовано 19 січня 2012.(рос.)
24. ↑  Samsung Electronics (17 травня 2010). bada Tutorial:  Communication (Telephony, Messaging, Network) (PDF). Samsung Electronics Co., Ltd. с. 141. Архів оригіналу (PDF) за 2 червня 2010. Процитовано 11 грудня 2010. {{cite web}}: Недійсний |deadurl=unknown-host (довідка)(англ.)
25. 1 2  Открыта платная версия магазина приложений Samsung Apps для Украины. Samsung Electronics Ukraine. 25 листопада 2010. Архів оригіналу за 9 липня 2013. Процитовано 19 січня 2012. [Архівовано 2015-04-03 у Wayback Machine.](рос.)
26. ↑  Запуск телефонної послуги з виставлення рахунків P-SMS. www.samsungapps.com. Samsung Electronics Co., Ltd. 5 травня 2011. Архів оригіналу за 9 липня 2013. Процитовано 19 січня 2012.